# NUTS:TR

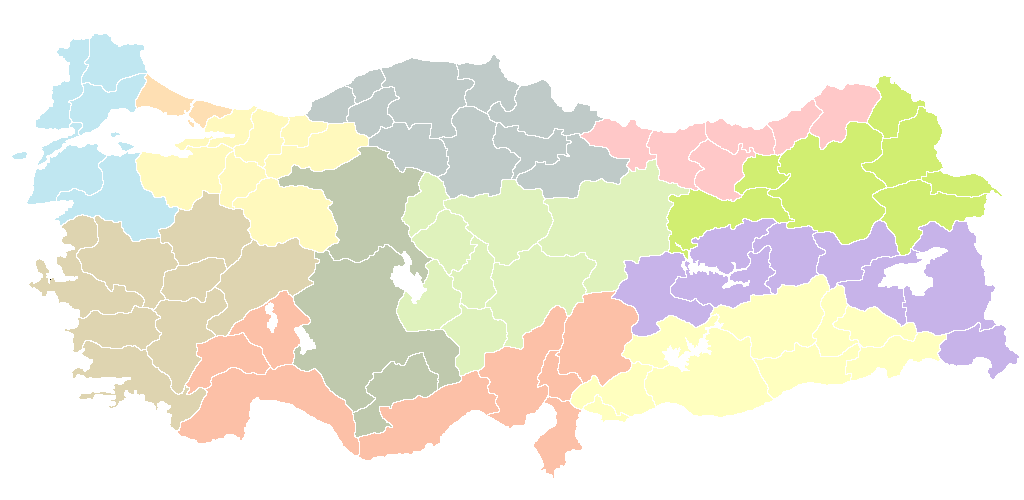
NUTS-1-Regionen der Türkei mit Provinzgrenzen

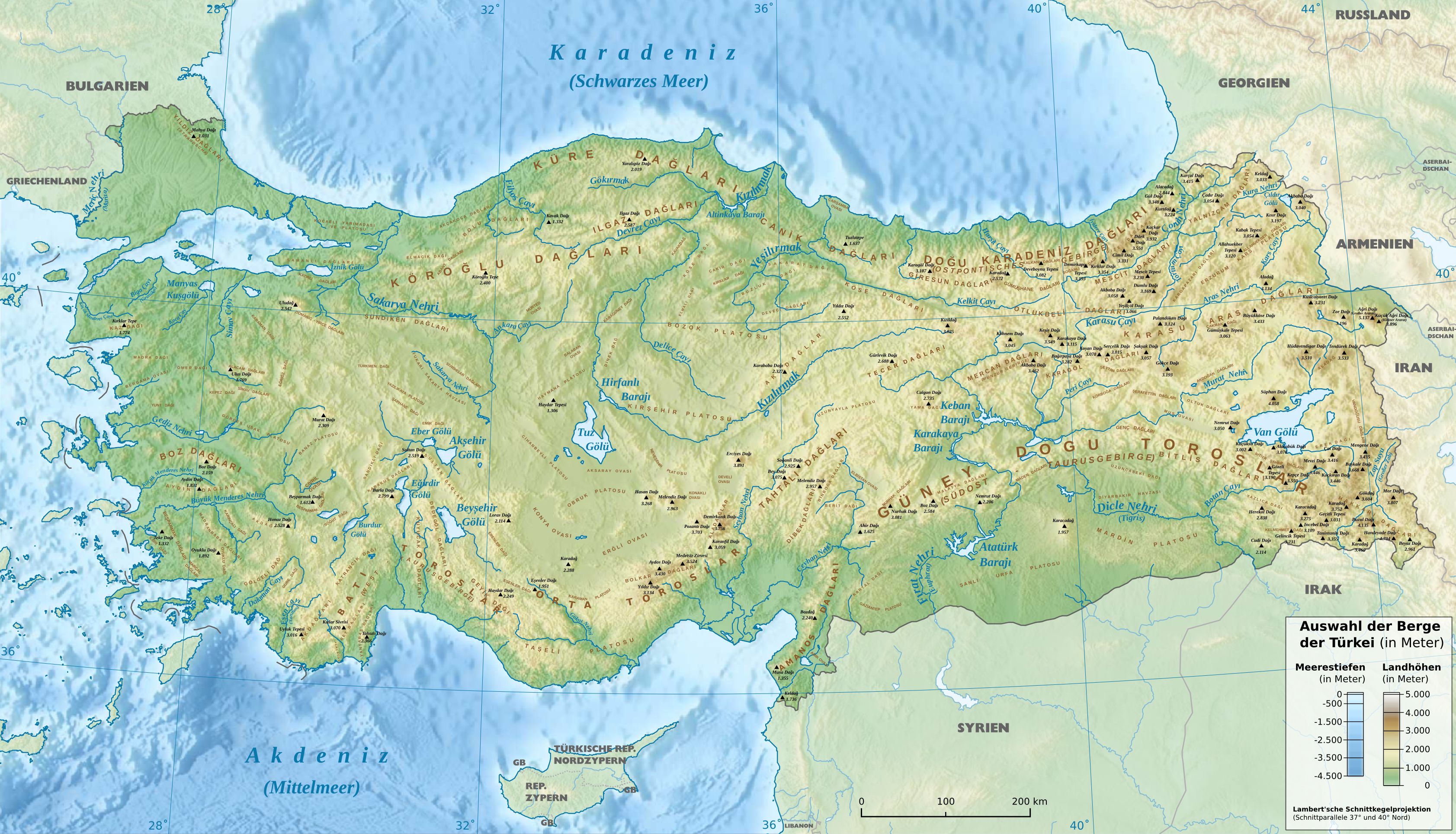
Physische Karte mit den Naturräumen

Als NUTS:TR oder NUTS-Regionen in der Türkei bezeichnet man die territoriale Gliederung der Türkei gemäß der europäischen Systematik der Gebietseinheiten für die Statistik (NUTS).

## Grundlagen
In der Türkei werden die drei NUTS- und zwei LAU-Ebenen wie folgt belegt:
- NUTS-1: 12 Bölgeler (Statistikregionen)
- NUTS-2: 26 Alt bölgeler (Subregionen)
- NUTS-3: 81 İller (Provinzen, Gouvernements)

Bis 2017:
- LAU-1: 923 İlçeler (Bezirke)
- LAU-2: 37.675 Köyler (Dorfschaften)

Nach 2017
- LAU: 973 İlçeler (Bezirke)

Die Bölgeler entsprechen weitgehend den Coğrafi bölgeleri (geographischen Gebieten), halten sich aber an die Provinzgrenzen, und unterteilen diese teilweise, sodass es zwölf statistische anstatt sieben geographischer Gebiete sind (außerdem zählt Istanbul eigenständig).
In der Türkei ist die „Gemeinde“ als solche nicht bestimmt, es gibt Belediye als Stadtgemeinde (über 5000 EW). Die Köy wird von einem Dorfrat geleitet. Darunter gibt es noch Mahalle als nicht eigenständige Kleinorte. 

## Liste der NUTS-Regionen der Türkei
TR Türkiye 
| NUTS 1 | NUTS 1                                  | NUTS 2 | NUTS 2    | NUTS 3 | NUTS 3                 |
| ------ | --------------------------------------- | ------ | --------- | ------ | ---------------------- |
| TR1    | İstanbul                                | TR10   | İstanbul  | TR100  | İstanbul               |
| TR2    | Batı Marmara (West-Marmara)             | TR21   | Tekirdağ  | TR211  | Tekirdağ               |
| TR2    | Batı Marmara (West-Marmara)             | TR21   | Tekirdağ  | TR212  | Edirne                 |
| TR2    | Batı Marmara (West-Marmara)             | TR21   | Tekirdağ  | TR213  | Kırklareli             |
| TR2    | Batı Marmara (West-Marmara)             | TR22   | Balıkesir | TR221  | Balıkesir              |
| TR2    | Batı Marmara (West-Marmara)             | TR22   | Balıkesir | TR222  | Canakkale              |
| TR3    | Ege (Ägäis)                             | TR31   | İzmir     | TR310  | İzmir                  |
| TR3    | Ege (Ägäis)                             | TR32   | Aydın     | TR321  | Aydın                  |
| TR3    | Ege (Ägäis)                             | TR32   | Aydın     | TR322  | Denizli                |
| TR3    | Ege (Ägäis)                             | TR32   | Aydın     | TR323  | Muğla                  |
| TR3    | Ege (Ägäis)                             | TR33   | Manisa    | TR331  | Manisa                 |
| TR3    | Ege (Ägäis)                             | TR33   | Manisa    | TR332  | Afyon (Afyonkarahisar) |
| TR3    | Ege (Ägäis)                             | TR33   | Manisa    | TR333  | Kütahya                |
| TR3    | Ege (Ägäis)                             | TR33   | Manisa    | TR334  | Uşak                   |
| TR4    | Doğu Marmara (Ost-Marmara)              | TR41   | Bursa     | TR411  | Bursa                  |
| TR4    | Doğu Marmara (Ost-Marmara)              | TR41   | Bursa     | TR412  | Eskişehir              |
| TR4    | Doğu Marmara (Ost-Marmara)              | TR41   | Bursa     | TR413  | Bilecik                |
| TR4    | Doğu Marmara (Ost-Marmara)              | TR42   | Kocaeli   | TR421  | Kocaeli                |
| TR4    | Doğu Marmara (Ost-Marmara)              | TR42   | Kocaeli   | TR422  | Sakarya                |
| TR4    | Doğu Marmara (Ost-Marmara)              | TR42   | Kocaeli   | TR423  | Düzce                  |
| TR4    | Doğu Marmara (Ost-Marmara)              | TR42   | Kocaeli   | TR424  | Bolu                   |
| TR4    | Doğu Marmara (Ost-Marmara)              | TR42   | Kocaeli   | TR425  | Yalova                 |
| TR5    | Batı Anadolu (West-Anatolien)           | TR51   | Ankara    | TR510  | Ankara                 |
| TR5    | Batı Anadolu (West-Anatolien)           | TR52   | Konya     | TR521  | Konya                  |
| TR5    | Batı Anadolu (West-Anatolien)           | TR52   | Konya     | TR522  | Karaman                |
| TR6    | Akdeniz (Mittelmeer)                    | TR61   | Antalya   | TR611  | Antalya                |
| TR6    | Akdeniz (Mittelmeer)                    | TR61   | Antalya   | TR612  | Isparta                |
| TR6    | Akdeniz (Mittelmeer)                    | TR61   | Antalya   | TR613  | Burdur                 |
| TR6    | Akdeniz (Mittelmeer)                    | TR62   | Adana     | TR621  | Adana                  |
| TR6    | Akdeniz (Mittelmeer)                    | TR62   | Adana     | TR622  | İcel (Mersin)          |
| TR6    | Akdeniz (Mittelmeer)                    | TR63   | Hatay     | TR631  | Hatay                  |
| TR6    | Akdeniz (Mittelmeer)                    | TR63   | Hatay     | TR632  | Kahramanmaraş          |
| TR6    | Akdeniz (Mittelmeer)                    | TR63   | Hatay     | TR633  | Osmaniye               |
| TR7    | Orta Anadolu (Zentral-Anatolien)        | TR71   | Kırıkkale | TR711  | Kırıkkale              |
| TR7    | Orta Anadolu (Zentral-Anatolien)        | TR71   | Kırıkkale | TR712  | Aksaray                |
| TR7    | Orta Anadolu (Zentral-Anatolien)        | TR71   | Kırıkkale | TR713  | Niğde                  |
| TR7    | Orta Anadolu (Zentral-Anatolien)        | TR71   | Kırıkkale | TR714  | Nevşehir               |
| TR7    | Orta Anadolu (Zentral-Anatolien)        | TR71   | Kırıkkale | TR715  | Kırşehir               |
| TR7    | Orta Anadolu (Zentral-Anatolien)        | TR72   | Kayseri   | TR721  | Kayseri                |
| TR7    | Orta Anadolu (Zentral-Anatolien)        | TR72   | Kayseri   | TR722  | Sivas                  |
| TR7    | Orta Anadolu (Zentral-Anatolien)        | TR72   | Kayseri   | TR723  | Yozgat                 |
| TR8    | Batı Karadeniz (West-Schwarzmeer)       | TR81   | Zonguldak | TR811  | Zonguldak              |
| TR8    | Batı Karadeniz (West-Schwarzmeer)       | TR81   | Zonguldak | TR812  | Karabük                |
| TR8    | Batı Karadeniz (West-Schwarzmeer)       | TR81   | Zonguldak | TR813  | Bartın                 |
| TR8    | Batı Karadeniz (West-Schwarzmeer)       | TR82   | Kastamonu | TR821  | Kastamonu              |
| TR8    | Batı Karadeniz (West-Schwarzmeer)       | TR82   | Kastamonu | TR822  | Çankırı                |
| TR8    | Batı Karadeniz (West-Schwarzmeer)       | TR82   | Kastamonu | TR823  | Sinop                  |
| TR8    | Batı Karadeniz (West-Schwarzmeer)       | TR83   | Samsun    | TR831  | Samsun                 |
| TR8    | Batı Karadeniz (West-Schwarzmeer)       | TR83   | Samsun    | TR832  | Tokat                  |
| TR8    | Batı Karadeniz (West-Schwarzmeer)       | TR83   | Samsun    | TR833  | Çorum                  |
| TR8    | Batı Karadeniz (West-Schwarzmeer)       | TR83   | Samsun    | TR834  | Amasya                 |
| TR9    | Doğu Karadeniz (Ost-Schwarzmeer)        | TR90   | Trabzon   | TR901  | Trabzon                |
| TR9    | Doğu Karadeniz (Ost-Schwarzmeer)        | TR90   | Trabzon   | TR902  | Ordu                   |
| TR9    | Doğu Karadeniz (Ost-Schwarzmeer)        | TR90   | Trabzon   | TR903  | Giresun                |
| TR9    | Doğu Karadeniz (Ost-Schwarzmeer)        | TR90   | Trabzon   | TR904  | Rize                   |
| TR9    | Doğu Karadeniz (Ost-Schwarzmeer)        | TR90   | Trabzon   | TR905  | Artvin                 |
| TR9    | Doğu Karadeniz (Ost-Schwarzmeer)        | TR90   | Trabzon   | TR906  | Gümüşhane              |
| TRA    | Kuzeydoğu Anadolu (Nordost-Anatolien)   | TRA1   | Erzurum   | TRA11  | Erzurum                |
| TRA    | Kuzeydoğu Anadolu (Nordost-Anatolien)   | TRA1   | Erzurum   | TRA12  | Erzincan               |
| TRA    | Kuzeydoğu Anadolu (Nordost-Anatolien)   | TRA1   | Erzurum   | TRA13  | Bayburt                |
| TRA    | Kuzeydoğu Anadolu (Nordost-Anatolien)   | TRA2   | Ağrı      | TRA21  | Ağrı                   |
| TRA    | Kuzeydoğu Anadolu (Nordost-Anatolien)   | TRA2   | Ağrı      | TRA22  | Kars                   |
| TRA    | Kuzeydoğu Anadolu (Nordost-Anatolien)   | TRA2   | Ağrı      | TRA23  | Iğdır                  |
| TRA    | Kuzeydoğu Anadolu (Nordost-Anatolien)   | TRA2   | Ağrı      | TRA24  | Ardahan                |
| TRB    | Ortadoğu Anadolu (Zentral-Ostanatolien) | TRB1   | Malatya   | TRB11  | Malatya                |
| TRB    | Ortadoğu Anadolu (Zentral-Ostanatolien) | TRB1   | Malatya   | TRB12  | Elazığ                 |
| TRB    | Ortadoğu Anadolu (Zentral-Ostanatolien) | TRB1   | Malatya   | TRB13  | Bingöl                 |
| TRB    | Ortadoğu Anadolu (Zentral-Ostanatolien) | TRB1   | Malatya   | TRB14  | Tunceli                |
| TRB    | Ortadoğu Anadolu (Zentral-Ostanatolien) | TRB2   | Van       | TRB21  | Van                    |
| TRB    | Ortadoğu Anadolu (Zentral-Ostanatolien) | TRB2   | Van       | TRB22  | Muş                    |
| TRB    | Ortadoğu Anadolu (Zentral-Ostanatolien) | TRB2   | Van       | TRB23  | Bitlis                 |
| TRB    | Ortadoğu Anadolu (Zentral-Ostanatolien) | TRB2   | Van       | TRB24  | Hakkari                |
| TRC    | Güneydoğu Anadolu (Südost-Anatolien)    | TRC1   | Gaziantep | TRC11  | Gaziantep              |
| TRC    | Güneydoğu Anadolu (Südost-Anatolien)    | TRC1   | Gaziantep | TRC12  | Adıyaman               |
| TRC    | Güneydoğu Anadolu (Südost-Anatolien)    | TRC1   | Gaziantep | TRC13  | Kilis                  |
| TRC    | Güneydoğu Anadolu (Südost-Anatolien)    | TRC2   | Şanlıurfa | TRC21  | Şanlıurfa              |
| TRC    | Güneydoğu Anadolu (Südost-Anatolien)    | TRC2   | Şanlıurfa | TRC22  | Diyarbakır             |
| TRC    | Güneydoğu Anadolu (Südost-Anatolien)    | TRC3   | Mardin    | TRC31  | Mardin                 |
| TRC    | Güneydoğu Anadolu (Südost-Anatolien)    | TRC3   | Mardin    | TRC32  | Batman                 |
| TRC    | Güneydoğu Anadolu (Südost-Anatolien)    | TRC3   | Mardin    | TRC33  | Şırnak                 |
| TRC    | Güneydoğu Anadolu (Südost-Anatolien)    | TRC3   | Mardin    | TRC34  | Siirt                  |

## Nachweise
- EC, Eurostat: Statistical regions for the EFTA countries and the Candidate countries. Reihe Methodologies and workingpapers,  2008 edition, ISSN 1977-0375, Abschnitt Turkey, S. 37 ff (PDF, en, epp.eurostat.ec.europa.eu; Statistische Regionen außerhalb der EU, epp.eurostat – Übersichtsseite)

1. ↑  Name der Provinz Afyonkarahisar, EC/Eurostat gibt Kurzform, vergl. zur Stadt Afyonkarahisar
2. ↑  Namensänderung der Provinz auf Mersin 2002, EC/Eurostat gibt 2008 noch İcel